# Cubillos-Halbinsel
Die Cubillos-Halbinsel (englisch Península Cubillos in Argentinien Península Oca Balda) ist eine Halbinsel auf der Nordseite der Beascochea-Bucht an der Graham-Küste des Grahamlands auf der Antarktischen Halbinsel. Sie läuft in westlicher Richtung im Kap Pérez aus.
Chilenische Wissenschaftler benannten sie nach Admiral Hernán Cubillos Leiva (1906–1976), Leiter der chilenischen Marineakademie und Teilnehmer an der 17. Chilenischen Antarktisexpedition (1962–1963). Der Hintergrund der argentinischen Benennung ist nicht überliefert. Wahrscheinlicher Namensgeber ist der argentinische Marineoffizier und Hydrograph José Antonio Oca Balda (1887–1939).